# Arcady Boytler
Arcady Boytler (* 31. August 1893 in Moskau; † 24. November 1965 in Mexiko-Stadt; eigentlich: Arkadi Arkadjewitsch Boitler Rososky, russisch Аркадий Аркадьевич Бойтлер) war ein russischer Filmregisseur, Schauspieler, Filmproduzent und Drehbuchautor, der in der Sowjetunion, Deutschland, Chile und Mexiko arbeitete. Er begann mit dem Drehen von Stummfilmen und wechselte dann zum Tonfilm. Er war ein bedeutender Regisseur des mexikanischen Films und arbeitete während dessen Goldenem Zeitalter.

## Leben
Arcady Boytler war der Sohn eines Rechtsanwalts. Er interessierte sich früh für die Schauspielerei und arbeitete mit den anerkannten Theaterregisseuren Konstantin Stanislawski und Wsewolod Meyerhold zusammen. 1916 drehte Boytler seine ersten Filme. Bei den drei Kurzfilmen führte er nicht nur Regie, sondern war auch der Schauspieler. Infolge der Februarrevolution 1917 emigrierte er in die Ukraine nach Kiew. Dort lernte er seine Frau Lina Orguina kennen, die ihren Namen später in Lina Boytler änderte. Zwischen 1920 und 1922 hielt sich Arcady Boytler in Berlin auf. Dort spielte er in zwei Kurzfilmen, bei denen er auch Regie führte: Boytler gegen Chaplin und Boytler tötet die Langeweile.
Nach seiner Übersiedlung nach Südamerika drehte Arcady Boytler 1927 in Chile mit Buscador de fortuna seinen ersten Langfilm, in dem er auch als Schauspieler mitwirkte. Er hielt sich auch einige Zeit in den Vereinigten Staaten auf, wo er mit der 1929 gegründeten Produktionsgesellschaft Empire Productions zusammenarbeitete, die Filme nur auf Spanisch drehte. Boytler arbeitete für die Gesellschaft als künstlerischer Direktor und Schauspieler. In der zweiten Hälfte des Jahres 1929 drehte er in den Metropolitan Studios in Fort Lee, New Jersey einige Kurzfilme.
1931 kam Arcady Boytler in Mexiko an. Sein erster Film dort war Mano a mano aus dem Jahr 1932. In Sergei M. Eisensteins Film Que viva Mexico! hatte Boytler einen Auftritt in der Szene Fiesta. 1934 drehte Arcady Boytler La mujer del puerto, der ein wichtiger Film auf dem Weg zur Entwicklung einer originär mexikanischen Bildsprache war. Die Qualität des Films wird als herausragend angesehen. So meinte etwa Lut Alba, dass La mujer del puerto als erster mexikanischer Film als exzellent bezeichnet werden könnte. Carlos Monsiváis sah in ihm sogar den ersten wirklich mexikanischen Film mit einer besonderen Intensität. Neben der mexikanischen Originalität machte der Kritiker und Filmemacher Tomás Pérez Turrent in ihm den Einfluss des expressionistischen Films aus Deutschland, wie aber auch den von Jacques Feyder und Georges Lacombe aus.
Am 24. November 1965 starb Arcady Boytler in Mexiko-Stadt an einem Herzstillstand.

## Filmographie

### Regie
- 1927: Buscador de fortuna
- 1932: Mano a mano
- 1932: El espectador impertinente (Kurzfilm)
- 1933: Piramides de la luna y el sol (dokumentarischer Kurzfilm)
- 1933: Xochimilco (dokumentarischer Kurzfilm)
- 1934: La mujer del puerto
- 1934: Revista musical (Kurzfilm)
- 1935: El tesoro de Pancho Villa
- 1936: Celos
- 1937: ¡Así es mi tierra!
- 1938: Águila o sol
- 1939: El capitán aventurero
- 1945: Amor prohibido

### Drehbuch
- 1927: Buscador de fortuna
- 1935: El tesoro de Pancho Villa
- 1936: Celos
- 1937: ¡Así es mi tierra!
- 1938: Águila o sol
- 1939: El capitán aventurero

### Schauspieler
- 1917: Arkasha zhenitsya
- 1917: Komnata No.13: Ili arkashe ne vezet
- 1927: Buscador de fortuna
- 1932: El espectador impertinente (Kurzfilm)
- 1939: Una luz en mi camino

### Produzent
- 1933: Piramides de la luna y el sol (dokumentarischer Kurzfilm)
- 1933: Xochimilco (dokumentarischer Kurzfilm)
- 1945: Amor prohibido